# Raymond Smith
Raymond Scorer Smith (Evenwood, 14 aprile 1929 – 21 giugno 2017) è stato un calciatore inglese, di ruolo centrocampista.

## Carriera
Nel febbraio del 1950, mentre giocava nei dilettanti dell'Evenwood Town, si è visto offrire un contratto professionistico dal Luton Town, club della seconda divisione inglese, anche se di fatto il suo effettivo esordio con gli Hatters è avvenuto nell'ottobre del 1951 in una partita pareggiata per 1-1 sul campo del Doncaster. Negli anni seguenti gioca principalmente con le riserve, subendo anche un grave infortunio ad un ginocchio poco prima dell'inizio della stagione 1953-1954, nella quale avrebbe dovuto invece iniziare a giocare con regolarità: di fatto, in quattro stagioni e mezzo di seconda divisione gioca in totale solamente 4 partite in questa categoria, per poi non scendere mai in campo nemmeno nella stagione 1955-1956, disputata in prima divisione; nella stagione 1956-1957 gioca invece 8 partite in questa categoria, per poi a fine annata passare in terza divisione al Southend Utd, dove nell'arco di un triennio totalizza 46 presenze ed una rete in questa categoria, per poi infine chiudere la carriera con i semiprofessionisti dell'Hastings Utd.